# Суека
Суека (валенс. Sueca, ісп. Sueca) — муніципалітет в Іспанії, у складі автономної спільноти Валенсія, у провінції Валенсія. Населення — 28 926 осіб (2010).

## Географія
Муніципалітет розташований на відстані близько 320 км на південний схід від Мадрида, 30 км на південь від Валенсії.
На території муніципалітету розташовані такі населені пункти: (дані про населення за 2010 рік)
- Бега-де-Мар: 132 особи
- Марень-де-Барракетес: 878 осіб
- Марень-Блау: 160 осіб
- Марень-де-Вільчес: 21 особа
- Монтаньєта-дел-Сантс: 1 особа
- Лес-Палмерес: 263 особи
- Ел-Перельйо: 2565 осіб
- Суека: 24906 осіб

## Демографія
Динаміка населення (INE ):

## Галерея зображень

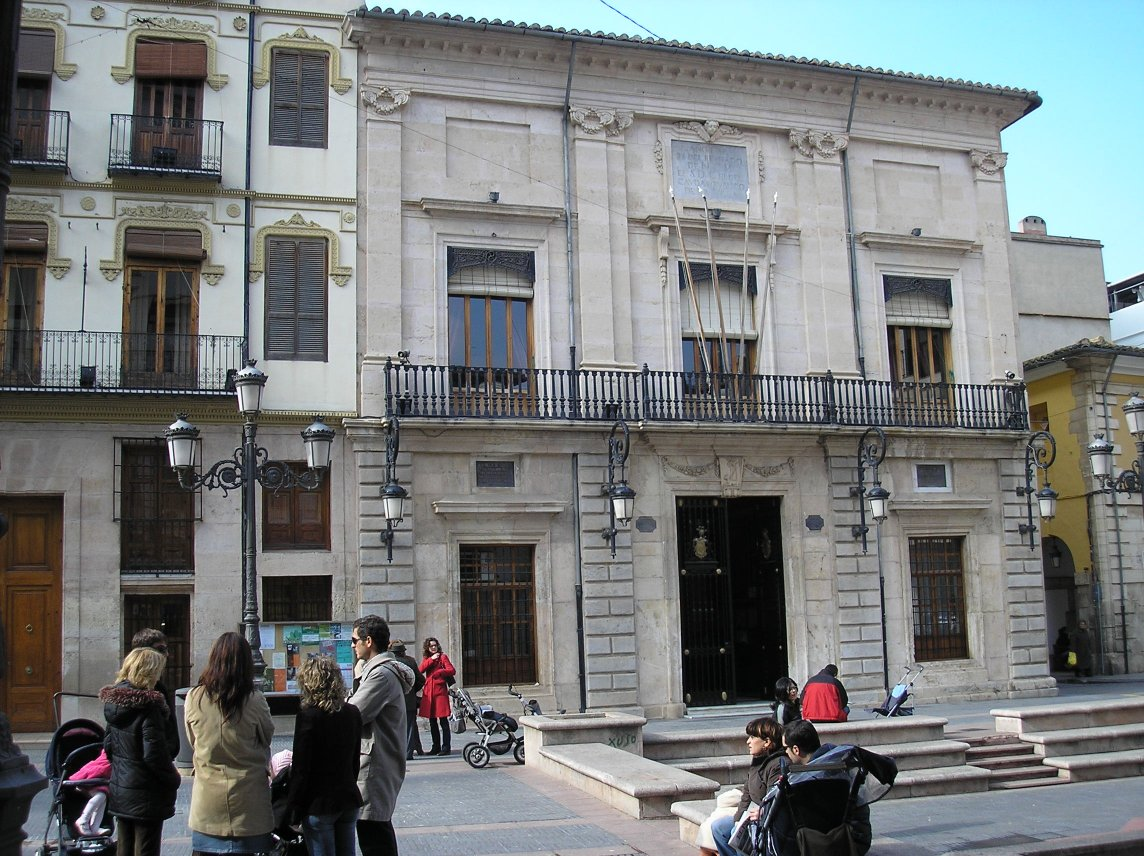
Муніципальна рада
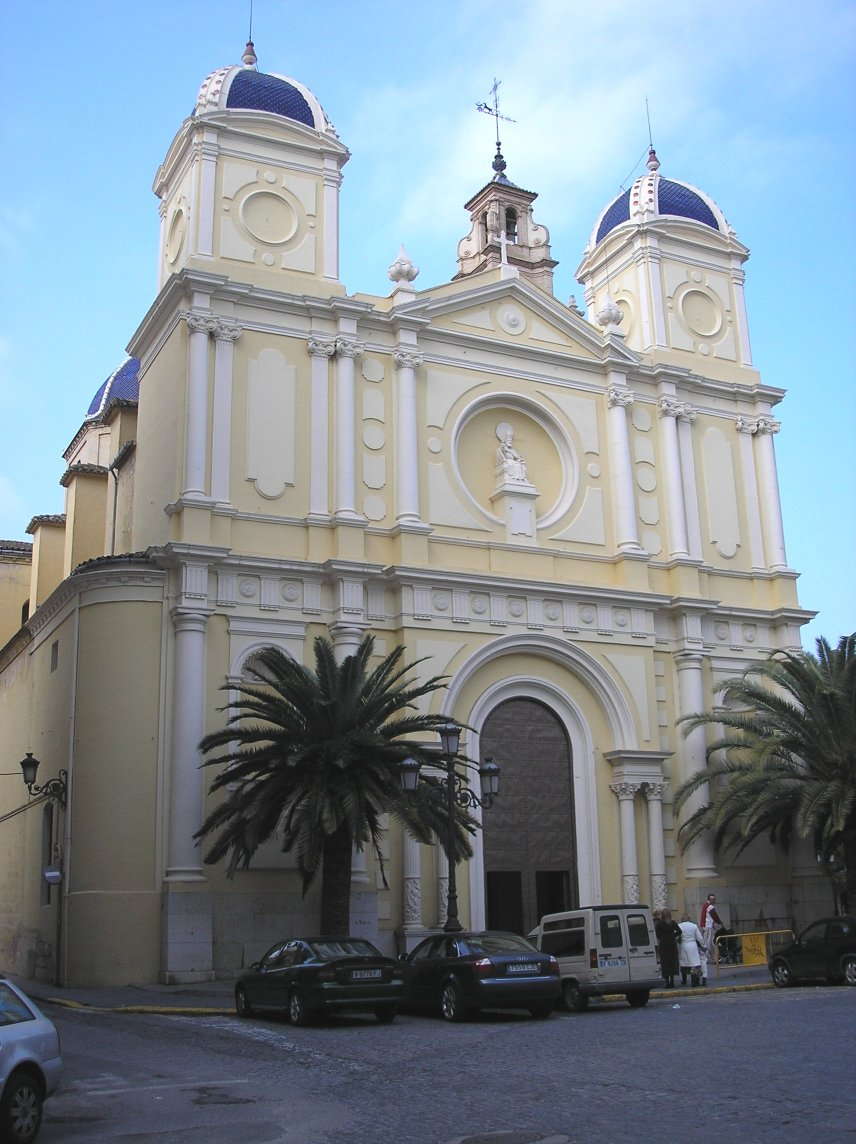
Церква Сан-Пере